# Skeletodes
Skeletodes is een kevergeslacht uit de familie van de boktorren (Cerambycidae). De wetenschappelijke naam van het geslacht werd voor het eerst geldig gepubliceerd in 1850 door Newman.

## Soorten
Skeletodes omvat de volgende soorten:
- Skeletodes bimaculata Wang, 1995
- Skeletodes tetrops Newman, 1850